# 白井二郎
白井 二郎（日語：しらい じろう、1867年7月12日（慶應3年6月11日） - 1934年9月3日）為日本陸軍將領。最終階級為陸軍中將。

## 經歷
長州藩士・陸軍中佐、白井胤良的二男。1881年（明治14年）5月、陸軍士官學校幼年生徒隊入學。1887年（明治20年）7月、陸士（舊9期）畢業，受階步兵少尉，擔任步兵第8連隊小隊長。1893年（明治26年）11月、陸軍大學校（9期）優等畢業。
1894年（明治27年）8月、擔任第1軍兵站監部副官，甲午戰爭參戰出征。1895年（明治28年）6月、任第2師團參謀。歷任參謀本部第4部員、陸大教官.1900年（明治33年）12月、升進步兵少佐。1901年（明治34年）11月、受命任為駐法國武官。1904年（明治37年）4月、任參謀本部附員。同年5月、受命任第3軍參謀（作戰主任），日俄戰爭參戰出征。參與旅順會戰、奉天会战等戰役。其間、1904年10月、進級步兵中佐。1905年（明治38年）4月、轉任侍從武官。1907年（明治40年）10月、異動為第15師團參謀長。同年11月、升進步兵大佐。
1909年（明治42年）4月、受令任日本駐法國大使館武官。1910年（明治43年）11月、就任步兵第27連隊長。1912年（明治45年）2月、進級陸軍少將，任步兵第28旅團長。1913年（大正2年）8月、轉任步兵第6旅團長。歷經朝鮮總督府武官、步兵第40旅團長。1916年（大正5年）8月、進升陸軍中將，著任旅順要塞司令官。1918年（大正7年）7月、就任第8師團長。1921年（大正10年）7月、編入預備役。

## 親族
- 妻 白井芳子 山根信成（陸軍少將）的女兒。
- 小舅 平田時丸（陸軍大佐）